# Scale AI
Scale AI, Inc. és una empresa americana d'anotació de dades amb seu a San Francisco, Califòrnia. Ofereix serveis d'etiquetatge de dades i avaluació de models per desenvolupar aplicacions per a la intel·ligència artificial.
La branca de recerca de l'empresa, el Laboratori de Seguretat, Avaluació i Alineació, se centra en l'avaluació i l'alineació de models de llenguatge gran (LLM), fins i tot a través d'iniciatives com ara Humanity's Last Exam, un punt de referència dissenyat per avaluar els sistemes d'IA avançats en termes d'alineació, raonament i seguretat.  Scale AI externalitza l'etiquetatge de dades a través de les seves filials, Remotasks, que se centra en la visió per computador i els vehicles autònoms, i Outlier, que se centra en l'anotació de dades per a LLM.
Els clients de Scale AI en el sector comercial inclouen Etsy, General Motors, OpenAI, PayPal, Pinterest, Samsung, Toyota i Uber. L'empresa també treballa directament amb governs de tot el món, inclosos els Estats Units en múltiples projectes relacionats amb l'exèrcit, i amb Qatar per millorar l'eficiència dels seus programes socials.
El juny de 2025, Meta Platforms va acordar adquirir una participació del 49% a Scale AI per 14.300 milions de dòlars.

## Història
Scale va ser fundada el 2016 per Alexandr Wang i Lucy Guo a través de Y Combinator. La parella havia treballat junta anteriorment a Quora. Els inversors inicials de Scale van ser Dragoneer Investment Group, Tiger Global Management i Index Ventures. Lucy Guo va ser acomiadada dos anys després, el 2018.
A l'agost de 2019, després que el Founders Fund de Peter Thiel aconseguís 100 dòlars milions d'inversió a Scale, la seva valoració va superar 1 dòlar mil milions i va adquirir l'estatus d'Unicorn.
Escala contractada amb el Departament de Defensa dels Estats Units el 2020.
El maig de 2021, Michael Kratsios, director de tecnologia dels Estats Units durant l'administració Trump, es va incorporar com a director general i cap d'estratègia de Scale AI.
El juliol de 2021, Scale havia assolit una valoració de 7 dòlars. mil milions, després d'un finançament liderat per Greenoaks, Dragoneer Investment Group i Tiger Global Management. Hi va haver una major demanda d'etiquetatge de dades per part de clients de diferents indústries.
El febrer de 2022, Scale AI va desenvolupar el seu Servei d'Identificació Automatitzada de Danys en resposta a la invasió russa d'Ucraïna. Es van analitzar imatges de satèl·lit, que mesuraven els danys als edificis, que després es van geoetiquetar i es van comunicar a grups humanitaris.
El gener de 2023, Scale va acomiadar el 20% de la seva plantilla.
El maig de 2023, Scale AI va signar un acord amb el XVIII Cos Aerotransportat de l'exèrcit dels Estats Units, convertint-se en la primera empresa d'IA a desplegar el seu LLM (conegut com a Donovan) en una xarxa classificada.
L'agost de 2023, la plataforma d'avaluació de Scale AI es va utilitzar a la DEF CON, una convenció de hacking, en el seu primer esdeveniment d'equip vermell d'IA generativa, provant models proporcionats per diverses empreses.
El desembre de 2023, Scale AI va ser una de les empreses que van contribuir a la iniciativa Purple Llama de Meta Platforms, un marc de seguretat per al desenvolupament de models d'IA generatius oberts.
El febrer de 2024, Scale AI va ser seleccionada pel Departament de Defensa per provar i avaluar els seus LLM amb finalitats militars en virtut d'un contracte d'un any.
El març de 2024, Scale va assolir una valoració de gairebé 13 dòlars. mil milions després que Accel liderés una altra ronda de finançament. El maig de 2024, Scale va recaptar mil milions de dòlars addicionals amb nous inversors, com ara Amazon i Meta Platforms. La seva valoració va arribar als 14.000 milions de dòlars.
El desembre de 2024, Scale va ser demandada per un exempleat amb al·legacions de robatori salarial i classificació errònia dels treballadors. El mes següent, un segon empleat va presentar una demanda contra l'empresa al·legant afirmacions similars. El gener de 2025, diversos contractistes van demandar Scale al·legant danys psicològics per haver estat exposats a material tòxic, com ara contingut relacionat amb la violència i l'abús infantil.
El gener de 2025, es va informar a The Conversation que Scale AI i Meta s'havien unit prèviament per crear i vendre Defense Llama, un producte LLM amb finalitats defensives d'estil militar. L'empresa també va publicar un anunci a tota pàgina a The Washington Post, apel·lant al president nord-americà Donald Trump a "guanyar la guerra de la IA".  Més tard aquell mateix mes, Scale AI i el Center for AI Safety es van associar per llançar Humanity's Last Exam, una prova de referència per a sistemes d'IA.  L'empresa també ha ajudat en el desenvolupament dels punts de referència EnigmaEval, MultiChallenge i MASK.
El febrer de 2025, Scale AI va acordar una col·laboració de cinc anys amb el govern de Qatar per millorar els serveis governamentals mitjançant eines i formació basades en IA, incloent-hi anàlisi predictiva, automatització i anàlisi avançada de dades.  L'acord va ser signat a la Cimera Web Qatar 2025 per Mohammed bin Ali bin Mohammed Al Mannai, el ministre qatari de Comunicacions i Tecnologies de la Informació.  També al febrer, l'empresa es va convertir en un avaluador extern de models d'IA per a l'Institut de Seguretat d'IA dels EUA.
El març de 2025, Scale AI va arribar a un acord amb el Departament de Defensa dels Estats Units per desenvolupar el projecte Thunderforge. El projecte pretén utilitzar la IA per "planificar i ajudar a executar moviments de vaixells, avions i altres actius", amb l'objectiu d'accelerar les decisions militars tant en temps de pau com de guerra. El contracte va ser adjudicat a Scale AI i altres empreses (com ara Anduril Industries i Microsoft) per la Unitat d'Innovació de Defensa, i està pensat per ser utilitzat primer amb USINDOPACOM i EUCOM.
L'abril de 2025, Scale AI va llançar Scale Evaluation, una plataforma que s'utilitza per provar els LLM amb punts de referència per identificar punts febles i marcar on les dades d'entrenament addicionals millorarien el model.
El 10 de juny de 2025, es va informar que Meta havia acceptat adquirir una participació del 49% a Scale AI per 14.800 milions de dòlars. Segons sembla, Wang ocuparà un càrrec important dins de Meta com a part de l'acord.  Com a resultat, Google, que era el client més gran de Scale AI, va declarar plans per tallar els vincles amb l'empresa.

## Remotasks
El 2017, Scale AI va establir Remotasks, una plataforma de treball col·lectiu per donar suport a la creació de dades etiquetades per a l'aprenentatge automàtic, especialment en àrees com la visió per computador i els vehicles autònoms.  La filial té instal·lacions al sud-est asiàtic i a l'Àfrica.
El 2019, Scale AI va crear una empresa anomenada Smart Ecosystem Philippines per operar Remotasks dins del país. A les Filipines, molts dels empleats de Remotasks són contractistes autònoms que no estan coberts per les lleis laborals. El pagament d'algunes tasques d'anotació va baixar a menys d'un cèntim a causa d'una "competència ferotge" després que Remotask s'expandís a l'Índia i també a Veneçuela. Segons sembla, els pagaments endarrerits són "comuns", i alguns treballadors només van rebre un petit percentatge de la compensació promesa. El 2022, un estudi de la Universitat d'Oxford va dir que els Remotasks només complien els "estàndards mínims de treball just" en dos de deu criteris.
Remotasks ha estat criticat per ocultar la seva afiliació amb Scale AI, comunicacions opaques i canvis sobtats en l'accés dels treballadors en algunes regions.  A principis del 2024, la plataforma va deixar de funcionar en diversos països, com ara Kenya, Nigèria i Pakistan, al·legant consideracions administratives i operatives.

## Outlier
Outlier és una plataforma de col·laboradors independent operada per Scale AI, dissenyada per al treball generatiu de dades d'IA, particularment en el desenvolupament i l'ajustament de LLM.